# Саратов I
Сара́тов-1-Пассажи́рский — железнодорожная станция Саратовского региона Приволжской железной дороги, находящаяся в городе Саратове, административном центре Саратовской области.

## Описание
Железнодорожный вокзал станции Саратов-1 обеспечивает обслуживание пассажиров двух крупных городов: Саратова и Энгельса и прилегающих районов области. Вокзал рассчитан на одновременное обслуживание 3200 пассажиров в прямом, местном и пригородном сообщении. Особенностью четырёхэтажного здания вокзала является встроенный пешеходный тоннель, предназначенный для прохода пассажиров к поездам и жителей Саратова — в завокзальную часть города и к автовокзалу.
В настоящее время пассажиропоток на саратовском железнодорожном вокзале составляет в среднем 4000 человек в сутки. Одновременно с этим по привокзальным территориям проходит значительная часть маршрутов городского общественного транспорта, объединяющего все районы города.
Пассажирские поезда со станции Саратов-1 отправляются под локомотивами депо Саратов.

## Дальнее следование по станции
По графику 2021 года через станцию курсируют следующие поезда дальнего следования:
| Круглогодичное обращение поездов | Круглогодичное обращение поездов | Круглогодичное обращение поездов | Круглогодичное обращение поездов |
| № поезда                         | Маршрут движения                 | № поезда                         | Маршрут движения                 |
| -------------------------------- | -------------------------------- | -------------------------------- | -------------------------------- |
| 5 «Лотос»                        | Астрахань — Москва               | 6 «Лотос»                        | Москва — Астрахань               |
| 7 «Казахстан»                    | Алма-Ата — Саратов               | 8 «Казахстан»                    | Саратов — Алма-Ата               |
| 9 «Саратов»                      | Саратов — Москва                 | 10 «Саратов»                     | Москва — Саратов                 |
| 13                               | Адлер — Саратов                  | 14                               | Саратов — Адлер                  |
| 17                               | Саратов — Москва                 | 18                               | Москва — Саратов                 |
| 31                               | Саратов — Москва                 | 32                               | Москва — Саратов                 |
| 45                               | Кисловодск — Екатеринбург        | 46                               | Екатеринбург — Кисловодск        |
| 48/47                            | Балаково — Москва                | 48/47                            | Москва — Балаково                |
| 59                               | Кисловодск — Новокузнецк         | 60                               | Новокузнецк — Кисловодск         |
| 85                               | Махачкала — Москва               | 86                               | Москва — Махачкала               |
| 97                               | Кисловодск — Тында               | 98                               | Тында — Кисловодск               |
| 103                              | Саратов — Уфа                    | 104                              | Уфа — Саратов                    |
| 107                              | Волгоград — Нижневартовск        | 108                              | Нижневартовск — Волгоград        |
| 109                              | Астрахань — Санкт-Петербург      | 110                              | Санкт-Петербург — Астрахань      |
| 127                              | Адлер — Красноярск               | 128                              | Красноярск — Адлер               |
| 129                              | Анапа — Красноярск               | 130                              | Красноярск — Анапа               |
| 133                              | Дербент — Москва                 | 134                              | Москва — Дербент                 |
| 137                              | Саратов — Москва                 | 138                              | Москва — Саратов                 |
| 141                              | Симферополь — Екатеринбург       | 142                              | Екатеринбург — Симферополь       |
| 147                              | Астрахань — Нижневартовск        | 148                              | Нижневартовск — Астрахань        |
| 307                              | Саратов — Барановичи             | 308                              | Барановичи — Саратов             |
| 333                              | Ташкент — Саратов                | 334                              | Саратов — Ташкент                |
| 339                              | Новороссийск — Нижний Новгород   | 340                              | Нижний Новгород — Новороссийск   |
| 343                              | Адлер — Челябинск                | 344                              | Челябинск — Адлер                |
| 345/346                          | Адлер — Нижневартовск            | 345/346                          | Нижневартовск — Адлер            |
| 353                              | Адлер — Пермь                    | 354                              | Пермь — Адлер                    |
| 367                              | Кисловодск — Киров               | 368                              | Киров — Кисловодск               |
| 373                              | Махачкала — Тюмень               | 374                              | Тюмень — Махачкала               |

| Сезонное обращение поездов | Сезонное обращение поездов     | Сезонное обращение поездов | Сезонное обращение поездов     |
| № поезда                   | Маршрут движения               | № поезда                   | Маршрут движения               |
| -------------------------- | ------------------------------ | -------------------------- | ------------------------------ |
| 205                        | Анапа — Иркутск                | 206                        | Иркутск — Анапа                |
| 213                        | Ростов-на-Дону — Саратов       | 214                        | Саратов — Ростов-на-Дону       |
| 229                        | Анапа — Северобайкальск        | 230                        | Северобайкальск — Анапа        |
| 235                        | Анапа — Тында                  | 236                        | Тында — Анапа                  |
| 241                        | Адлер — Иркутск                | 242                        | Иркутск — Адлер                |
| 243                        | Анапа — Новокузнецк            | 244                        | Новокузнецк — Анапа            |
| 251                        | Адлер — Барнаул                | 252                        | Барнаул — Адлер                |
| 269                        | Адлер — Чита                   | 270                        | Чита — Адлер                   |
| 273                        | Адлер — Северобайкальск        | 274                        | Северобайкальск — Адлер        |
| 451                        | Адлер — Ижевск                 | 452                        | Ижевск — Адлер                 |
| 453                        | Новороссийск — Уфа             | 454                        | Уфа — Новороссийск             |
| 455                        | Новороссийск — Челябинск       | 456                        | Челябинск — Новороссийск       |
| 457                        | Анапа — Челябинск              | 458                        | Челябинск — Анапа              |
| 461/462                    | Адлер — Уфа                    | 461/462                    | Уфа — Адлер                    |
| 469                        | Новороссийск — Саратов         | 470                        | Саратов — Новороссийск         |
| 477                        | Адлер — Челябинск              | 478                        | Челябинск — Адлер              |
| 491                        | Адлер — Казань                 | 492                        | Казань — Адлер                 |
| 493                        | Анапа — Ульяновск              | 494                        | Ульяновск — Анапа              |
| 503                        | Анапа — Уфа                    | 504                        | Уфа — Анапа                    |
| 505                        | Имеретинский курорт — Саратов  | 506                        | Саратов — Имеретинский курорт  |
| 509                        | Новороссийск — Казань          | 510                        | Казань — Новороссийск          |
| 515                        | Анапа — Ижевск                 | 516                        | Ижевск — Анапа                 |
| 519                        | Анапа — Орск                   | 520                        | Орск — Анапа                   |
| 521                        | Новороссийск — Приобье         | 522                        | Приобье — Новороссийск         |
| 525                        | Анапа — Саратов                | 526                        | Саратов — Анапа                |
| 537                        | Адлер — Уфа                    | 538                        | Уфа — Адлер                    |
| 587                        | Анапа — Самара                 | 588                        | Самара — Анапа                 |
| 589                        | Адлер — Тюмень — Новый Уренгой | 590                        | Новый Уренгой — Тюмень — Адлер |

## Движение пригородных поездов
| Пригородное сообщение по станции | Пригородное сообщение по станции | Пригородное сообщение по станции | Пригородное сообщение по станции |
| № поезда                         | Маршрут движения                 | № поезда                         | Маршрут движения                 |
| -------------------------------- | -------------------------------- | -------------------------------- | -------------------------------- |
| Пригородный                      | Александров Гай — Саратов        | Пригородный                      | Саратов — Александров Гай        |
| Пригородный                      | Анисовка — Аткарск               | Пригородный                      | Аткарск — Анисовка               |
| Пригородный                      | Анисовка — Лопуховка             | Пригородный                      | Лопуховка — Анисовка             |
| Пригородный                      | Анисовка — Ртищево               | Пригородный                      | Ртищево — Анисовка               |
| Пригородный                      | Анисовка — Сенная                | Пригородный                      | Сенная — Анисовка                |
| Пригородный                      | Анисовка — Сухой Карабулак       | Пригородный                      | Сухой Карабулак — Анисовка       |
| Пригородный                      | Анисовка — Тарханы               | Пригородный                      | Тарханы — Анисовка               |
| Пригородный                      | Анисовка — Татищево              | Пригородный                      | Татищево — Анисовка              |
| Экспресс                         | Ершов — Саратов                  | Экспресс                         | Саратов — Ершов                  |
| Пригородный                      | Ивановский — Аткарск             | Пригородный                      | Аткарск — Ивановский             |
| Пригородный                      | Ивановский — Татищево            | Пригородный                      | Татищево — Ивановский            |
| Пригородный                      | Карамыш — Саратов                | Пригородный                      | Саратов — Карамыш                |
| Пригородный                      | Карамыш — Сенная                 | Пригородный                      | Сенная — Карамыш                 |
| Пригородный                      | Карамыш — Сухой Карабулак        | Пригородный                      | Сухой Карабулак — Карамыш        |
| Пригородный                      | Карамыш — Тарханы                | Пригородный                      | Тарханы — Карамыш                |
| Экспресс                         | Саратов — Балаково               | Экспресс                         | Балаково — Саратов               |
| Пригородный                      | Саратов — Тарханы                | Пригородный                      | Тарханы — Саратов                |
| Пригородный                      | Саратов — Татищево               | Пригородный                      | Татищево — Саратов               |